# Judy Mikovits
Judy Anne Mikovits (née en 1958) est une virologue et chercheuse américaine,,,
 connue pour sa thèse réfutée que les rétrovirus endogènes murins seraient liés au syndrome de fatigue chronique, son opposition au port du masque durant la pandémie de Covid-19, et diverses fausses informations.

## Biographie
En 1980, Mikovits obtient une licence en chimie de l'université de Virginie. Elle aurait été technicienne de laboratoire à Upjohn Pharmaceuticals à Kalamazoo (Michigan) de 1986 à 1987 et serait partie à la suite d'un différend avec la société concernant leur produit d'hormone de croissance bovine. En 1988, elle travaille comme technicienne de laboratoire à l'Institut national du cancer à Frederick (Maryland) avec Francis Ruscetti, qui sera plus tard son directeur de thèse, et en 1991, elle a obtenu un doctorat en biochimie de l'université George-Washington,. Sa thèse de doctorat était intitulée « Régulation négative de l'expression du VIH dans les monocytes » qui constitue une révolution pour le traitement du VIH (SIDA), et contribue à sa renommée internationale de scientifique la plus compétente de sa génération. Mikovits a déclaré avoir travaillé comme chercheuse postdoctorale dans le laboratoire de David Derse de 1993 à 1994.
En 1996, Mikovits travaille sur la biologie des leucocytes au laboratoire de Ruscetti du NCI.
En mai 2001, Mikovits quitte le NCI pour travailler chez EpiGenX Biosciences à Santa Barbara, en Californie, une société de recherche de médicaments,.
À la fin de 2005, Mikovits travaille comme barmaid au Pierpont Bay Yacht Club à Ventura, en Californie,. En 2006, elle est devenue directrice de recherche du Whittemore Peterson Institute à Las Vegas. Avec un article publié en 2009, elle déclenche une controverse sur la vaccination. Elle a été licenciée du Whittemore Peterson Institute en 2011.
En 2011, elle publie sa thèse de doctorat[réf. souhaitée].
En 2007, elle rencontre à une conférence Robert Silverman, un des co-chercheurs qui avait découvert le virus XMRV (en). Utilisant des données qu'il lui a fournies, elle recherche ce virus dans des échantillons de syndrome de fatigue chronique. Après avoir obtenu des résultats positifs dus à une contamination en laboratoire, elle publie un article dans la revue Nature. Ces affirmations sont rapidement discréditées par des recherches indépendantes subséquentes et les co-auteurs de l'article se rétractent en 2011. Elle participe à une nouvelle étude qui doit donner une « réponse définitive » sur ce sujet. L'étude est réalisée à l'université Columbia avec un budget de 2,3 millions de dollars. L'équipe cherche le XMRV dans 300 échantillons de sang dont la moitié, non connue par les chercheurs, provient de personnes souffrant de la maladie. Mais aucun virus n'est trouvé. En septembre 2012, lors d'une conférence de presse, Judy Mikovits concède qu'il n'existe aucune preuve que le « XMRV soit un agent pathogène humain ».
Mikovits continue toutefois son combat contre la vaccination et les groupes pharmaceutiques. Elle prétend sans aucune preuve que le virus XMRV cause l'autisme, le cancer, la maladie de Parkinson et la sclérose en plaques[réf. nécessaire]. Elle développe la théorie selon laquelle les rétrovirus ont contaminé 30% des vaccins.

### Pandémie de Covid-19
Lors de la maladie à coronavirus 2019, elle s'illustre par son opposition à Anthony Fauci. Elle affirme que le virus a été créé en laboratoire, qu'un vaccin n'est pas nécessaire et que le port du masque activerait le virus et réinfecterait le patient. Elle reprend ces affirmations dans la première vidéo Plandemic diffusée en mai 2020, d'une durée de 26 minutes, sous la forme d'une longue entrevue sur divers sujets. Les fausses affirmations faites dans cette vidéo ont été réfutées — point par point — par le virologue Benoît Barbeau (Université du Québec à Montréal). À la suite des nombreuses critiques venant des services de santé, YouTube retire la vidéo de son site à plusieurs reprises, comme diffusant de fausses informations,. La vidéo a, par la suite, été retirée des plateformes Vimeo et Facebook pour les mêmes raisons.
En même temps que cette vidéo, Mikovits publie le livre Plague of Corruption, coécrit avec Kent Heckenlively, militant américain antivaccin interdit d’entrée en Australie, et préfacé par Robert Francis Kennedy Jr., également antivaccin.

## Publications
en anglais
- Judy Mikovits et al., Plague: One Scientist’s Intrepid Search for the Truth About Human Retroviruses and Chronic Fatigue Syndrome (CFS), Autism, and Other Diseases, Skyhorse Publishing, 2014.
- Kent Heckenlively et Judy Mikovits, Plague of Corruption: Restoring Faith in the Promise of Science, Skyhorse Publishing, 2020 (préface de Robert Francis Kennedy Jr.)
- Judy A. Mikovits et Kent Heckenlively, The Case Against Masks: Ten Reasons Why Mask Use Should be Limited

en français
- La Peste de la corruption, le jardin des livres, 2020.